# Эликор
Группа компаний «ELIKOR» (Эликор) — российская группа промышленных предприятий, специализирующихся на производстве и продаже товаров для дома и интерьера.
В группу ELIKOR входит более 30 компаний различной направленности. Её название происходит от главных составных частей начала её истории — завода материалов электронной техники «Элмат» (ELMAT) и созданной сети оптовой и розничной продажи «Коралл» (KORALL; также под этой торговой маркой ведется производство и продажа компанией стеклянной, керамической и фарфоровой посуды).
Наиболее известным направлением группы ELIKOR является производство кухонных вытяжек и воздухоочистителей. Объём производства вытяжек составляет около 4 % от мирового; продаж в России — около четверти всех продаваемых в стране, включая импортные модели.
Помимо вытяжек, производятся посуда, предметы интерьера, мебельная фурнитура, торговое оборудование и тому подобное. Часть производственных площадей группы была арендована немецкими автомобильными концернами при организации сборочного производства германских автомарок в Калуге.

## История компании
Завод «Элмат» образовался на базе Всесоюзного научно-исследовательского института материалов электронной техники (ВНИИМЭТ) Министерства электронной промышленности СССР. ВНИИМЭТ был основан 11 августа 1962 года постановлением Совета Министров СССР № 856—367 «Об обеспечении электронной техники чистыми материалами и сплавами». В связи с быстрым развитием электроники в 1977 году Совет Министров СССР распоряжением № 1894 принял предложение МЭП СССР о строительстве в Калуге комплекса производственных зданий и сооружений для массового производства материалов электронной техники. Строительство было начато в 1978 году, а в 1980 году был введен в эксплуатацию корпус для завода «Элмат».
20.03.1981 г. приказом МЭП № 156 было создано производственное объединение «Гранат», в состав которого вошли: завод «Элмат» в качестве головного предприятия, ВНИИМЭТ, завод «Аметист» и «ОКБМ».
Изменившиеся с 1991 г. экономические и политические условия в России в значительной степени сказались и на электронной отрасли, что обусловило необходимость её структурной перестройки, в результате которой завод «Элмат» стал самостоятельным предприятием.
За период с 1981 года по настоящее время на заводе «Элмат» организовано производство по трем продуктовым направлениям:
1. кухонные вытяжки под торговой маркой ELIKOR;
2. мебельный профиль и мебельная фурнитура из пластика;
3. мебель малых форм серии «Хранение и порядок», столы и стулья под торговой маркой «Sheffilton»;

Вытяжки производства ЗАО «Элмат» (TM ELIKOR)— неоднократные обладатели дипломов и лауреаты конкурса «100 лучших товаров России». Развивается новое производственное направление — «Мебель малых форм».
В 2017 году мажоритарную долю ООО «ELIKOR» (один из бизнесов завода ЭЛМАТ) приобрела группа компаний Franke Group — поставщик комплексных решений для жилых кухонь и ванных комнат, профессионального оборудования для ресторанов.

### Этапы развития
- 1981—1993 годы — Завод «Элмат» занимался выпуском спецтехнологического оборудования для электронной промышленности, экспериментальным производством магнитов и светодиодов.
- 1994 год — Завод «ЭЛМАТ» преобразован в АООТ «ЭЛМАТ», впоследствии акционированный и переориентированый с модернизацией производства.
- 1995 год — Начало выпуска профильно-погонажных изделий из полимерных материалов с декоративной отделкой.
- 1996 год — Выпуск первой вытяжки.
- 1998 год — Освоение производственного направления «предметы интерьера».
- 1999 год — Интенсивный рост производства: объём выпуска продукции возрос по сравнению с аналогичным периодом прошлого года более чем в 10 раз. Помимо собственного производства товаров для населения, состав группы в рамках объединения «Коралл» входят известные Довбышский и Полонский фарфоровые заводы[2][3].
- 2000 год — Модернизация и реконструкция производственного оборудования и производственных площадей.
- 2001 год — Начало производства вытяжек нового поколения.
- 2004 год — Выпуск миллионного вытяжного зонта.
- 2010 год — Запуск серийного производства встраиваемой вытяжки с выдвижной панелью «ИНТЕГРА».
- 2010 год — Создание первой кухонной вытяжки с функцией периметрального всасывания «ОНИКС».
- 2011 год — Ввод в эксплуатацию автоматической линии порошковой окраски «IMEL».
- 2012 год — Презентация нового сайта ELIKOR: ELIKOR.COM
- 2013 год — Создание концептуально новой кухонной вытяжки — «Графит».
- 2015 год — Компания ELIKOR получила международный сертификат соответствия Директивам Европейского Союза.

Увеличение производства за эти годы заставило компанию построить несколько новых складских комплексов (в 2007 и 2012 годах).

## Награды и премии
Товары производимые основным центральным производственным подразделением группы — ЗАО «Элмат» — неоднократно становились победителями региональных и всероссийских конкурсов «100 лучших товаров России», в частности:
- 2000 год — лауреат всероссийской программы конкурса «100 лучших товаров России 2000»
- 2001 год — набор мебели для учебных заведений «Дельта»: стол ученический СЦ-3-2 и стул СТ-2-6 — победители регионального этапа Программы «100 лучших товаров России 2001» в разделе « Промышленные товары для населения»
- 2002 год — Кухонные вытяжки «Элдом Камин Грань» — победитель регионального конкурса «100 лучших товаров России 2002», мебельная фурнитура «Элдом» (ручки из металла, сплавов и полимерных материалов) — победитель в разделе «Продукция производственно-технического назначения»
- 2002, 2003, 2006 и 2010 год — лауреат всероссийской программы конкурса «100 лучших товаров России» соответствующих лет.
- 2015 — год Кухонная вытяжка «Кварц 60 бежевый» — лауреат всероссийского конкурса «Продукт года 2015».